# 이노우에 키쿠코
이노우에 키쿠코(일본어: 井上 喜久子 이노우에 기쿠코[*], 1964년 9월 25일~ )는 일본의 성우이다. 자신을 항상 17세라 칭하는 "17세교" 교주로 유명하다. 통칭 오네사마.

## 출연작

### TV 애니메이션
1989년
- 란마1/2 (텐도 카스미)

1990년
- 신비한 바다의 나디아 (에렉크트라, 이콜리나(처음))

1992년
- 아랑전설 (릴리 맥가이어)

1993년
- 모두 착한 아이에요 (시마노 사쿠라(처음))

1994년
- 여신전사 (리프레인)
- 꾸러기 로보컴 (클릭, 우다 케이코)
- 마법기사 레이어스 (타트라 공주)
- 마멀레이드 보이 (키타하라 안쥬)

1995년
- 기동전사 건담 제 08MS 소대 (아이나 사할린)
- 괴도 세인트 테일 (미모리 세이라)
- 날아라! 이사미 (키요가와 마유코)
- 엘하자드 1기 (룬 비너스)

1996년
- 미소녀전사 세일러문 ST (세일러 일루미나 세이렌)
- 세이버 마리오넷 J (팬져(처음))
- 명탐정 코난 (키안티)
- 앨리스 인 사이버랜드 (루시아)

1997
- 슬레이어즈 극장판 Great (라이아)

1998년
- 오! 나의 여신님:작다는 건 편리해 (베르단디)
- 바이스 크로이츠 (바먼)
- 세이버 마리오넷 J to X (팬져)
- 엘하자드 2기 (룬 비너스)

1999년
- 강철천사 쿠루미 (나데시코)
- D4 프린세스 (루리도 도리아)

2000년
- 이누야샤 (이자요이)
- 진 여신전생 데빌칠드런 (쿨, 노리코 선생님)
- 아르젠토 소마 (기네비아 그린)
- 핸드 메이드 메이 (사이버 인형 마미)
- 게이트 키퍼즈 (쥰 썬더스)

2001년
- 샤먼킹 (아니스)
- 피규어 17 (오르디나)
- 마법전사 리우이 (메릿사)
- 기동천사 엔젤릭 레이어 (스즈하라 슈코)
- 파이널 판타지 언리미티드 (쿠르쿠스, 파브라)
- 신 백설공주 전설 프리티어 (아와유키 나츠에)
- 엑스 (마가미 토오루)
- 캡틴 츠바스 (오오조라 츠바사)
- 리얼바웃 하이스쿨 (쿠사나기 토모에)
- 코스모 워리어 제로 (에메랄다스)

2002년
- 쵸비츠 (히비야 치토세)
- 쁘띠 프리 유시 (에르셀)
- 오네가이 티쳐 (미즈호 카즈미)
- 해피 레슨 (산제인 야요이)
- 키디 그레이드 (아르브)

2003년
- F-ZERO 팔콘전설 (죠디 섬머)
- 서브마린 슈퍼 99 (제 스트레이트)
- 오네가이 트윈즈 (카자미 미즈호)
- 야미와 모자와 책의 여행자 (리츠코)
- 일기당천 (오영)
- 건 그레이브 (마리아)
- 가드 가드 (카트린느 프뢰벨)
- 신데렐라 보이 (아리스)
- 마우스 (모모조노 메이)

2004년
- DearS (요시미네 미츠카)
- 마이 히메 (사나다 유카리코)
- 암굴왕 (메르세데스 드 모르세르)
- 유메리아 (센죠우 나나세)

2005년
- 오! 나의 여신님 (베르단디)
- AIR (우라하)
- 사모님은 마법소녀 (아그네스&우레시코)
- 블랙캣 (세피리아 아크스,아담)
- 마이 오토메 (유카리코 슈타인버그)
- 해피 세븐 (코쿠안텐)
- GUNXSWORD (카르멘99)

2006년
- 두근두근 메모리얼 Only Love (소각장의 여신)
- 러브돌~Lovely Idol~ (사카키 아키나)
- 빙쵸탄 (나래이션 언니)
- 오! 나의 여신님:각자의 날개 (베르단디)
- 코드기어스 반역의 를르슈(세실 쿠루미,이노우에)
- 쓰르라미 울 적에(소노자키 아카네)
- 키바(사라)
- 포켓몬스터 DP (메릿사)
- 스모모모모모모 ~지상최강의 신부~ (카메다 이나호)

2007년
- 러키☆스타 (히이라기 미키)
- 클라나드 (후루카와 사나에)
- 오! 나의 여신님:싸우는 날개 (베르단디)
- 클레이모어 (밀리아)
- 쓰르라미 울 적에 해 (소노자키 아카네)
- 포테마요 (내레이션&스나오 엄마)
- 마스터 햄스터 (요시카와 마사미)
- 제로의 사역마 ~쌍월의 기사~ (에레오노르)
- 일기당천 Dragon Destiny (오영)

2008년
- 코드기어스 반역의 를르슈R2 (세실 쿠루미,이노우에)
- 클라나드 애프터 스토리 (후루카와 사나에)
- 마크로스 프론티어 (그레이스 오코너)
- 로자리오와 뱀파이어 (네코노메 시즈카)
- 어떤 마술의 금서목록 (카미죠 시이나)
- 일기당천 Great Guardians (오영)
- 속 안녕 절망선생 (오쿠사 마나미)

2009년
- 괭이갈매기 울 적에 (와르기리아)
- 강철의 연금술사 BROTHERHOOD (러스트)
- 꿈빛 파티시엘 (스위트 여왕)
- 성검의 블랙스미스 (저스티나 올브라이트)
- 도쿄 매그니튜드 8.0 (오노자와 마사미)
- 문토 3 (히다카 노조미)

2010년
- 미츠도모에 (스기사키 마리나)
- 바보와 시험과 소환수 (요시이 아키라)
- 바쿠만 (아즈키 미유키)
- 놀러 갈게! (쿠우네)
- 소녀요괴 자쿠로 (란구이)
- 쓰리몬 (스기사키 마리나)
- 일기당천 Xtreme Xecutor (오영)

2011년
- 돌아가는 펭귄드럼 (타카쿠라 치에미)
- 바보와 시험과 소환수 2기 (요시이 아키라)
- 도로롱 엔마군 활활 (치코 선생)
- 쓰리몬 2기 (스기사키 마리나)
- 리오 레인보우게이트 (리사 롤린즈)

2012년
- 페어리 테일 (미네르바)
- 브레이브 10 (오우카츠)
- 아이카츠! (아마하네 아스카)

2013년
- 러브라이브! (마키 엄마)

### OVA
1989년
- 어셈블 인서트 (요시코)

1991년
- 마수전사 루나발가 (제나)
- 오타쿠의 비디오 (우에노 요시코)

1993년
- 오! 나의 여신님 (베르단디)
- 블랙잭 OVA (사유리)
- 몰다이버 (브룩)
- 판타지아 (쇼트)
- 오늘부터 우리는!! (미사코)
- 드래곤 하프 (마나)
- 인어의 상처 (유키에)

1994년
- 일곱 도시 이야기 (첸버렌)
- 여신전사 (리프레인)

1995년
- 비경탐험대 팜&일 (리히아나)
- SM걸즈 세이버 마리오넷 R (브리드)
- 골든보이 (하야미즈 아유코)
- 이상한 나라의 미유키 (여왕)
- 엘하자드 OVA 1기 (룬 비너스)
- 프린세스 미네르바 (블루모리스 엘미타쥬)
- 아이돌 프로젝트 (콜벳 하이어즈)
- 여신천국 (스타시아)
- 미소녀유격대 배틀 스키퍼 (아야노코지 레이카)
- 청공소녀대 (사기노미야 사쿠라)

1996년
- 동급생2(나루사와 미사코)-단, 9화 이후로는 야마다 미호.
- 코테츠의 대모험 (쿠온 미호)
- 투신전 (우라누스)
- 갈포스 레볼루션 (엘자)
- 기동전사 건담 제 08MS 소대 (아이나 사하린)

1997년
- 부기스 엔젤 (타치바나 시오리)
- 엘하자드 OVA 2기 (룬 비너스)

1999년
- SIN : The Movie (제니퍼 크리스티나 아르마크)
- 단가이저 3 (사파이어)

2002년
- 코스프레 컴플렉스 (타카라 란코)

2003년
- 사쿠라 대전 에콜 드 파리 (로벨리아 칼리니)
- 양의 노래 (타카시로 모모코)
- 패러사이트 돌즈 (엔젤)

2004년
- 팬텀 디 애니메이션 (클로디아 맥커넨)
- 사쿠라 대전 르 누보 파리 (로벨리아 칼리니)
- 여름색의 모래시계 (야나기하라 토모미)
- 우주교향시 메텔 은하철도 999 외전 (에메랄다스)

2005년
- 원반황녀 왈큐레 성령절의 신부 (이나르바)

2006년
- 원반황녀 왈큐레 시간과 꿈과 은하의 연회 (이나르바)

2011년
- 마징카이저 SKL (히미코)

### 극장판
1996년
- 블랙잭 극장판 (베티 맥콜)

1997년
- 기관차 선생님 (사코 미에코)
- 슬레이어즈 그레이트 (라이아 아인버그)

1999년
- 카드캡터 사쿠라 첫 번째 극장판 (샤오란의 어머니)
- 출동 119 구조대 (오치아이 시즈카)
- 천지무용 in Love 2 (하루나)

2000년
- 오!나의여신님:The Movie (베르단디)

2003년
- 이누야샤 세 번째 극장판 (이자요이)

2005년
- 극장판 AIR (우라하)

2007년
- 극장판 클라나드 (후루카와 사나에)

2009년
- 레이튼 교수와 영원의 가희 (미세리아 레이드리 부인)

2016년
- 명탐정 코난 에피소드 “원” 작아진 명탐정 (키얀티)

2020년
- 사랑하고 사랑받고, 차고 차이고 (유나의 어머니)
- 사이다처럼 말이 톡톡 솟아올라 (후지야마 츠바키)
- 극장판 짱구는 못말려: 격돌! 낙서왕국과 얼추 네 명의 용사들 (석기시대 사람)

2021년
- 명탐정 코난: 비색의 부재증명 (키얀티)

2024년
- 호비와 마법의 카네이션

### 특촬물
2011년
- 해적전대 고카이저 (인산)

### 게임
1992년
- 루나 더 실버스타 (메가 CD판) (아레스, 루나)

1995년
- 동급생 (PC 엔진판) (세리자와 요시코)
- 제복전설 프리티 파이터 X (세가 새턴판) (마리아 크리스텔)

1996년
- 동급생 (세가 새턴판) (세리자와 요시코)
- 랑그릿사3 (파나, 루시리스)

1997년
- 천외마경 제4의 묵시록 (미궁의 드라크로아)
- 그란디아 (리에테)
- 유구환상곡 (알리사 아스티아)
- 리플레인 러브 ~당신을 만나고 싶어요~ (히노 히카리, 미타 후지코)
- 용기전승 2 (리리나 그라나드)

1998년
- 트윈비 RPG (점술사, 메모라 공주)
- 미츠메테 나이트 (클레어 마죠람)
- 통곡 그리고… (시라카와 코스즈)
- 리플레인 러브2 (로라瀬倉)
- 에리의 아틀리에 ~잘부르그의 연금술사2~ (미르카세 프로벨)

1999년
- 전뇌전기 버추얼 온 오라토리오 탱그램 (탱그램) (드림캐스트판)

2001년
- 사쿠라 대전3 ~파리는 불타고 있는가~ (로베리아 칼리니)
- 프리즘 하트 (DC판) (프레이아)

2002년
- 테일즈 오브 팬덤Vol.1 (필리아 필리스)
- 테일즈 오브 데스티니2 (필리아 필리스)
- Guilty Gear XX (이노)

2003년
- 전뇌전기 버추얼 온 MARZ(탱그램)

2004년
- 푸른 눈물(쿠도 하루코)

2005년
- NAMCO x CAPCOM(왈큐레, 블랙 왈큐레)

2006년
- 서몬 나이트4(메리아쥬)
- PS2 클라나드(후루카와 사나에)

2012년
- 로보틱스 노츠(세노미야 미사키)

2013년
- 드래곤즈 크라운 (소서리스)

### 그 외
- VOCALOID, 보이스로이드 하루노 소라